# Settat (distrikt)
Settat är ett landsbygdsdistrikt i Marocko. Den ingår i provinsen Settat i den norra delen av landet,  150 km sydväst om huvudstaden Rabat. Det består av 14 kommuner runt huvudorten Settat som inte ingår i distriktet.
Kommunerna i distriktet är:

- Bni Yagrine
- Gdana
- Guisser
- Khemisset Chaouia
- Lahouaza
- Machraa Ben Abbou
- Mzamza Janoubia
- Mzoura
- Oulad Said
- Oulad Sghir
- Rima
- Sidi El Aidi
- Sidi Mohammed Ben Rahal
- Toualet